# 球囊黴目
球囊霉目是球囊菌門(Glomeromycota)下的一個內共生真菌種類，能與植物共生，並在植物根中形成叢枝狀體及囊泡。

## 生物學
此類真菌能和植物互利共生，並且以叢枝狀體作為養分交換的媒介。能產生大的厚膜孢子(0.1-0.5mm)，內含有數千個核。

## 譜系學
此類真菌原先被認為與內囊黴目( Endogonaceae)有關聯 ，但藉由分子定序的資料發現其實更接近雙核亞界(Dikarya)。 最早的化石紀錄可追朔至奧陶紀(4.6億年前)。

## 拼字法(Orthography)
此類真菌的科名為 Glomeraceae ，但被誤拼為 'Glomaceae'，因此導致目名也被誤拼為 'Glomales'， Glomeraceae 和 Glomerales才是  International Code of Botanical Nomenclature規定的正確拼法，但目前錯誤的拼法還是很常出現在書面資料中。

## 下级分类
本目包括以下科：
- 碎囊霉科 Claroideoglomeraceae C. Walker & A. Schüßler 2010
  - Claroideoglomus C.Walker & A.Schüßler
    - Claroideoglomus hanlinii Błaszk., Chwat & Góralska
- 球囊霉科 Glomeraceae Piroz. & Dalpé 1989

目和科的地位未定的属：
- Palaeoglomus D.Redecker, Kodner & L.E.Graham, 2002
- Simiglomus Sieverding, G.A.Silva & Oehl
- Viscospora Sieverding, Oehl & G.A.Silva